# Tautendorf (Gemeinde Röhrenbach)
Tautendorf ist ein Ort in der Katastralgemeinde Tautendorf bei Röhrenbach der Gemeinde Röhrenbach im Bezirk Horn in Niederösterreich.

## Geografie
Der Ort liegt im westlichen Teil des Horner Beckens westlich der Gemeinde Röhrenbach. Die Seehöhe in der Ortsmitte beträgt 470 Meter. Die Fläche der Katastralgemeinde umfasst 4,49 km². Die Einwohnerzahl beläuft sich auf 40 Einwohner (Stand: 1. Jänner 2024).

## Postleitzahl
In der Gemeinde Röhrenbach finden mehrere Postleitzahlen Verwendung. Tautendorf hat die Postleitzahl 3592.

## Bevölkerungsentwicklung
| Jahr      | 1794 | 1846 | 1869 | 1951 | 1961 | 1971 | 1991 | 2001 | 2011 | 2020 |
| --------- | ---- | ---- | ---- | ---- | ---- | ---- | ---- | ---- | ---- | ---- |
| Einwohner | 98   | 120  | 128  | 96   | 109  | 102  | 74   | 71   | 59   | 44   |

## Geschichte
Der Ort wurde erstmals 1318 genannt. Er teilt seine Geschichte mit dem Hauptort Röhrenbach. Laut Adressbuch von Österreich waren im Jahr 1938 in der Ortsgemeinde Tautendorf ein Gastwirt, ein Schuster, ein Viehhändler, ein Wasenmeister und mehrere Landwirte ansässig.

## Wirtschaft und Infrastruktur

### Verkehr
Das Linienbusunternehmen PostBus fährt eine Haltestelle der Linie 1308 (Horn-Zwettl) in Tautendorf an. Die nächstgelegenen Bahnhöfe der ÖBB sind Irnfritz an der Franz-Josefs-Bahn sowie Rosenburg und Horn an der Kamptalbahn.